# Nhóm G22

Các nước G8
14 nước còn lại

G22 (Tiếng Anh: Group 22 hoặc Willard Group) được công bố thành lập bởi các nhà lãnh đạo APEC vào năm 1997. Mục đích là triệu tập một số các cuộc họp giữa các bộ trưởng tài chính và thống đốc ngân hàng trung ương của các nước thành viên để thực hiện các kiến nghị về cải cách hệ thống tài chính toàn cầu. Nhóm này gồm có 22 thành viên bao gồm các nước Nhóm G8 và 14 quốc gia khác. Gặp nhau lần đầu tiên vào năm 1998 tại Washington, D.C để xem xét sự ổn định của hệ thống tài chính và thị trường vốn quốc tế. Nó được thay thế đầu tiên bởi Nhóm G33 vào năm 1999 và sau đó bởi Nhóm G20.
Hồng Kông, Singapore, Malaysia và Thái Lan là những thành viên của G22, nhưng không phải là thành viên của G20. Liên minh châu Âu, Thổ Nhĩ Kỳ và Ả-rập Xê-út là thành viên của G20, nhưng không phải là thành viên của G22. Ba Lan là một thành viên của G22, nhưng chỉ được đại diện trong G20 thông qua ghế EU.